# Ташлиярово
Ташлиярово — деревня в Тюлячинском районе Татарстана. Входит в состав Абдинского сельского поселения.

## География
Находится в северо-западной части Татарстана на расстоянии приблизительно 27 км на восток по прямой от районного центра села Тюлячи у речки Нырса.

## История
Известна с 1680 года как деревня Нысы. Упоминалась также как Ташлыярово. 

## Население
Постоянных жителей было: в 1859—383, в 1897—552, в 1908—486, в 1920—507, в 1926—527, в 1970—100, в 1979 — 60, в 1989 — 17, 12 в 2002 году (русские 83 %), 10 в 2010.